# Barron River
Barron River är ett vattendrag i Australien. Det ligger i delstaten Queensland, omkring 1 400 kilometer nordväst om delstatshuvudstaden Brisbane.
I omgivningarna runt Barron River växer i huvudsak städsegrön lövskog. Runt Barron River är det glesbefolkat, med 9 invånare per kvadratkilometer. Savannklimat råder i trakten. Genomsnittlig årsnederbörd är 1 800 millimeter. Den regnigaste månaden är mars, med i genomsnitt 445 mm nederbörd, och den torraste är september, med 23 mm nederbörd.